# توم كولينغز
توم كولينغز (بالإنجليزية: Tom Collings)‏ هو قسيس بريطاني، ولد في 2 ديسمبر 1938 في أبرغافني ‏ في المملكة المتحدة، وتوفي في 8 يوليو 2014 في وينيبيغ في كندا.